# Pedro Eugénio
Pedro Miguel Pina Eugénio, meglio noto come Pedro Eugénio (Faro, 26 giugno 1990), è un calciatore portoghese, centrocampista svincolato.

## Palmarès

### Club

#### Competizioni nazionali
- Campionato kazako: 1

Astana: 2022

### Individuale
- Capocannoniere della Qazaqstan Prem'er Ligasy: 1

2022 (18 gol)